# わたしは「とうふ」です
「わたしは「とうふ」です」は、日本の楽曲。作詞・作曲：藤井政重、編曲：越部信義。

## 概要
原曲はNHKの音楽番組『あなたのメロディー』1976年度優秀作の中の一曲。手掛けた藤井は当時、豆腐屋であった。
1977年8月 - 9月、同局の『みんなのうた』で紹介。
豆腐を主人公にし、朝・昼・晩の料理の中の豆腐料理や、豆腐で出来た食物などを、サンバ調で紹介する楽曲。
伴奏では豆腐屋ラッパの「ト〜フ〜」という音が入る。
歌は、熊倉一雄と東京放送児童合唱団。
番組内の放送でアニメーションの映像は田中八寿穂が制作した。
2005年10月 - 11月にラジオのみで28年ぶりに再放送し、その後「みんなのうた発掘プロジェクト」により映像が提供され, 2012年3月27日深夜（3月28日未明）放送の『みんなのうた発掘スペシャル』で、映像付きでは34年半ぶりの再放送となった。2012年10月 - 11月には通常番組でも映像付きで再放送され、2016年2月 - 3月と2020年8月 - 9月にも再放送された。なお『発掘SP』以降の再放送は両脇にサイドパネルを添え、更に2012年の通常版以降の再放送は、歌手名・映像製作者・歌詞のテロップがニュープリントとなった。

## シングル収録曲

### 日本クラウン版(MW-1008)
1. わたしは「とうふ」です（歌：熊倉一雄）
2. 手のひらを太陽に（歌：天地総子）

### ポリドール版(DQ-1011)
1. わたしは「とうふ」です（歌：熊倉一雄）
2. 44ひきのねこ（歌：中野貴之、NHK東京児童合唱団）